# 미원초등학교 (경기)
미원초등학교는 대한민국 경기도 가평군에 있는 공립 초등학교이다.

## 학교 연혁
- 1919년 4월 18일 양평군 미원공립보통학교(4년제) 개교
- 1933년 4월 1일 4대 최웅규(한국인 최초) 교장 부임
- 1934년 3월 20일 6년제로 개편
- 1939년 4월 1일 운악공립심상소학교로 교명 변경
- 1941년 4월 1일 운악공립국민학교로 교명 변경
- 1942년 10월 1일 가평군으로 편입
- 1946년 9월 1일 위곡분교장 설치
- 1962년 4월 18일 회곡분교장 설립인가
- 1963년 3월 1일 위곡국민학교로 승격
- 1965년 3월 1일 송산분교장 설치
- 1966년 3월 1일 엄소분교장 설치
- 1981년 3월 1일 병설유치원 개원
- 1986년 3월 1일 특수학급 인가
- 1988년 3월 1일 장락분교장 편입
- 1989년 3월 1일 송산분교장 통폐합, 설악분교장 편입
- 1994년 3월 1일 위곡분교장 편입
- 1996년 3월 1일 미원초등학교로 교명 변경
- 2012년 3월 1일 다문화 특별학급 인가
- 2014년 9월 1일 제28대 정광진 교장 취임
- 2015년 2월 13일 제94회 졸업식(65명 졸업, 총 졸업생 7,529명)
- 2015년 3월 1일 본·분교 23학급 편성(특수1, 누리1, 위곡5, 장락3). 유치원 2학급 편성

## 참고 자료
- 미원초등학교 - 한국교육학술정보원 학교알리미